# Justicia coahuilana
Justicia coahuilana är en akantusväxtart som beskrevs av T.F. Daniel. Justicia coahuilana ingår i släktet Justicia och familjen akantusväxter. Inga underarter finns listade i Catalogue of Life.